# RAF Croughton
Royal Air Force Croughton ou, plus simplement, RAF Croughton est une base de la Royal Air Force utilisée actuellement comme station de communication de la US Air Force, qui se situe près du village de Croughton, dans le Northamptonshire, en Angleterre. La station, qui héberge le 422e Air Base Group, est l'un des plus grands centres de communications militaires américaines en Europe, et traite environ un tiers de celles-ci dans cette zone.

## Histoire
La base est construite en 1938 et baptisée Brackley Landing Ground jusqu'en 1940, date à laquelle elle est devenue RAF Brackley. En juin 1940, la station devint une antenne de la No16 Operational Training Unit de RAF Upper Heyford pour fournir à l'unité un espace aérien supplémentaire pour la formation aux vols de nuit. Cette formation était destinée aux pilotes du Commonwealth (Canadiens, Sud-Africains, Australiens et Néo-Zélandais) utilisant les bombardiers Handley Page Hampdens, Bristol Blenheims et Wellington. L'unité est ensuite passée sous le contrôle opérationnel du No 7 Group du RAF Bomber Command, nouvellement formé.

### Seconde guerre mondiale
En juillet 1941, le nom change à nouveau et la station devient RAF Croughton. Elle occupe alors un terrain de 2,81 km2, dont trois pistes en herbe avec des voies de circulation en béton dominant les hauteurs, avec la tour et d'autres bâtiments le long du côté nord de la station. 
En septembre 1940, le ministère de l'Air désignent plusieurs bases aériennes comme des aérodromes d'urgences. Ces bases devaient apporter une assistance à tout aéronef endommagé et en difficulté, restant ouvertes avec les pistes éclairés quelle que soit l’activité de l’ennemi dans la région. Pour cette raisons, il n'était pas rare que la base, ou les équipages en formation effectuaient des entraînements de nuit, soit ciblée par la Luftwaffe.
Lorsque le No 23 Squadron of Flying Training Command (FTC) se mit à chercher désespérément un aérodrome propice au relogement de la Glider Training School (No 1 GTS), RAF Croughton fut choisie pour devenir le terrain d'accueil des planeurs. Au cours de ces entraînements, les Hawker Hectors, American Harvards et Miles Masters tiraient les planeurs Hotspur, tandis que les DC-3 tiraient les plus grands planeurs Horsa. Cette nouvelle mission a entraîné un régime et des normes d’entraînement bien plus stricts que ceux des stations d’entraînement de la RAF. Les pilotes suivaient une formation de base en vol de 12 semaines avant de passer à l’un des GTS, où la formation prenait 12 semaines supplémentaires.Une fois ces 24 semaines accomplies, ils partaient dans leurs unités opérationnelles respectives.
En plus de piloter les planeurs, les pilotes devaient être aussi entraînés et disciplinés que les troupes d'infanterie. De cette façon, ils pourraient apporter une contribution positive à la bataille après avoir atterri dans les zones de combat. À la fin de 1942, la RAF estima disposer de suffisamment de pilotes de planeurs entraînés, du moins pour répondre aux besoins opérationnels prévisibles.

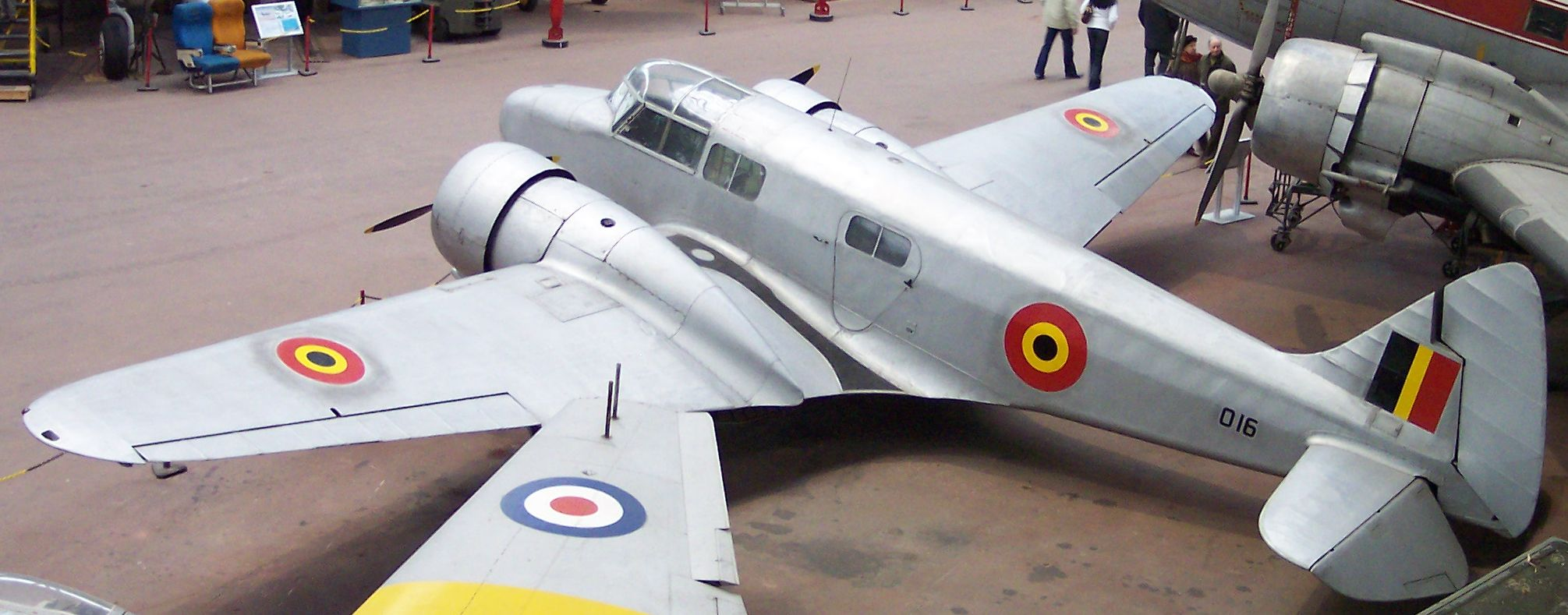
Airspeed AS 10 Oxford

La dernière classe ayant quitté la RAF à Croughton le 24 mars 1943, l’école de planeurs fut fermée. Il s’agissait toujours d’une base d’entraînement, mais c’était maintenant une antenne pour Kidlington, dans l’Oxfordshire, où le No 20 (Pilot) Advanced Flying Units (AFU) donnait aux pilotes une formation de recyclage ou de perfectionnement. Créées en 1942, les AFUs ont dispensé des cours de recyclage aux pilotes formés à l'étranger dans le cadre du programme d'entraînement aérien du Commonwealth. Il a également permis aux pilotes nouvellement qualifiés de piloter par temps britannique et de manipuler des avions plus lourds. Les pilotes qui s'entraînaient avec ces appareils (Airspeed Oxford) savaient qu'ils étaient destinés au Royal Air Force Bomber Command ou au Coastal Command.
Le 15 avril 1943, le No 1538 Beam Approach Training Flight (No 15 BATF) se forme sur la RAF Croughton et s’ajoute aux missions d’entraînement de la base. Avant cela, de nombreux pilotes s'entraînant avec le No 20 AFU recevaient leur entraînement d'approche au faisceau sur la RAF Feltwell. Les unités No 1538 BATF and No 20 AFU sont restées sur la RAF de Croughton jusqu'au 18 octobre 1944, date à laquelle l'aérodrome est revenu sous le contrôle du Flying Training Command. A cette date, le No 1538 BATF est dissout et le No 20 AFU se retire à Kidlington.
Le Flying Training Command eut besoin de la base pour réformer la No 1 Glider Training School. La décision de rouvrir l'entraînement sur planeur fut alors prise. 
Sur les prévisions de 1 000 pilotes de planeur entraîné à atteindre d’ici avril 1945, la RAF propose d’en remplir 500. Le No 1 GTS rouvre donc ses portes sur la base le 1er novembre 1944. La formation se poursuit jusqu’après la guerre. En août 1945, le No 1 GTS passa sous le commandement du No 21 Hotspur Glider Conversion Unit sur la base RAF de Brize Norton. Les vols et les entraînements cessèrent le 25 mai 1946. Le No 1 GTS quittant la RAF Croughton, les appareils restants, les Hotspurs et les Masters valant la peine d’être préservés rejoignirent le No 3 GTS de la RAF Wellesbourne Mountford.

### Après-guerre

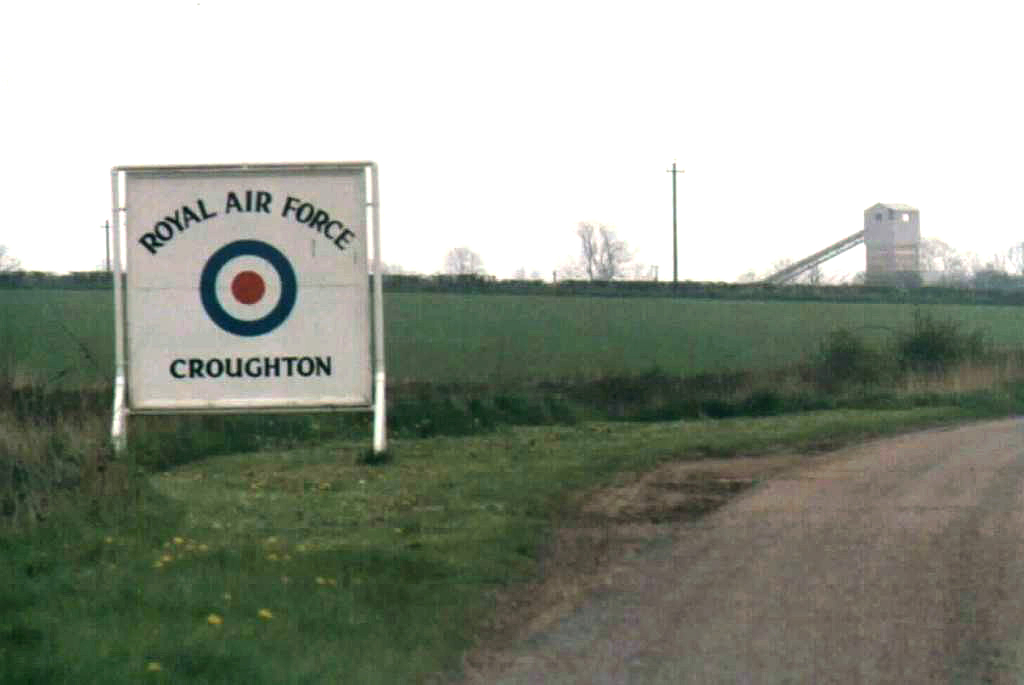
Panneau de l'entrée de la RAF Croughton, 1977.

De 1947 à 1950, la station est restée relativement calme et oubliée, à l'exception de son utilisation occasionnelle comme dépôt de munitions. Tout cela a changé vers la fin des années 1950 lorsque l'US Air Force a pris le contrôle de la station, le 1969th Communications Squadron de South Ruislip installa alors un détachement à la RAF Croughton. Ce fut le début de la nouvelle mission de communication de la RAF Croughton. Au cours des décennies suivantes, les unités stationnées sur la RAF Croughton changèrent plusieurs fois, mais la mission principale est restée la communication. En 1955, le détachement est devenu le 1230th Airways and Air Communications Service Squadron (AACS). Dans le cadre de la création du Air Force Communication Service en tant que grand commandement à part entière, en 1961, le 1230th AACS a été redéfini pour devenir le 2130th Communications Squadron (CS). En un peu plus de dix ans, la mission et l'unité ont pris de l'ampleur au point de devoir être adapté et de devenir le 2130th Communications Group (GC). 

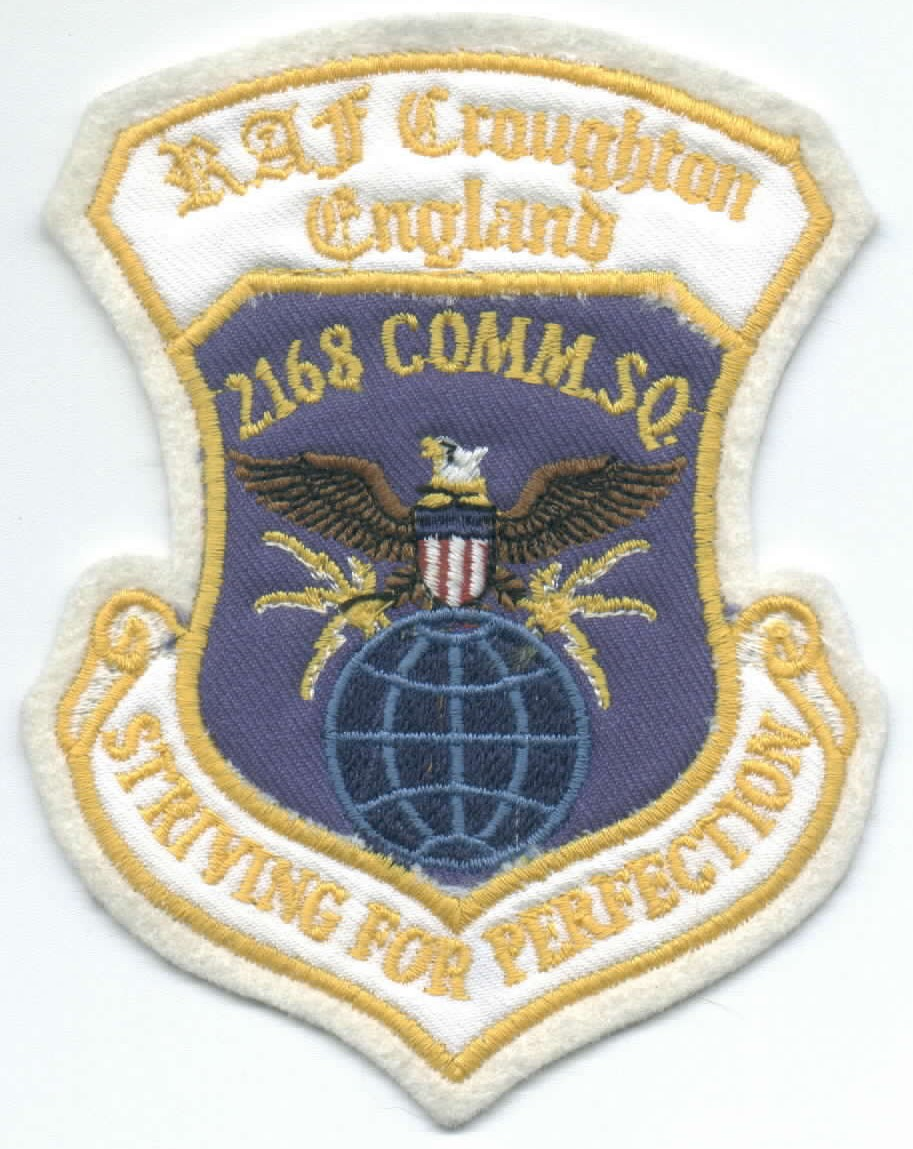
Patch du 2168 Communications Squadron.

Avec la formation du 2147th Communications Group sur la RAF à Mildenhall et le réalignement de nombreux escadrons, détachements en 1980, le 2130th CG est désactivé. Plusieurs missions de communication de la RAF Croughton, telles que le système de communication de la défense et le système radio mondial de commandement et de contrôle, combinées à la responsabilité de leur maintenance incombent désormais au 2168th Communications Squadron de la RAF Upper Heyford. Cela changea de nouveau  avec la réactivation du 2130th Communications Squadron le 1er juillet 1983 pour gérer les missions de communications de la RAF Croughton. La charge de travail augmenta en décembre 1985 lorsque la station Giant Talk de la RAF Croughton a commença. Courant 1986, le 2130 CS redevient le 2130th Communications Group.
En 1991, la RAF Croughton a hébergé le personnel de l'US Aeromedical Evacuation en appui de l'opération Desert Storm. Début 1993, la base subit plusieurs grands changements, la plupart d'entre eux avaient à voir avec le soutien de la mission. Avec la misse en sommeil programmée de la 20th Fighter Wing sur la RAF Upper Heyford et la fermeture de cette base, le 2130 CG est redéfini comme 630th Communications Squadron. Ce nouvel escadron est fonctionnellement aligné au sein du 100th Communications Group (CG (CG) de la RAF Mildenhall. Cependant, il ne s'agissait pas d'un escadron de communications ordinaire, avant la fermeture de la RAF Upper Heyford, la RAF Croughton s’appuyait sur une base avec un soutien administratif plus large. La fermeture de la RAF Upper Heyford oblige l'escadron à rechercher les moyens d'être aussi autonome que possible. Pour gérer la plupart des fonctions de soutien quotidiennes, l'escadron disposait de ses propres ressources financières, humaines, d'approvisionnement et autres éléments de soutien. 
Pendant ce temps, la RAF Croughton a reçu l'essentiel de son soutien de la part du 100th GC et d'une partie du 100th Regional Support Group (RSG). Ces deux unités résidaient à Mildenhall, dans le cadre de la 100th Air Refueling Wing (ARW). La situation a changé le 1er juillet 1994 lorsque l’USAF (United States Air Force in Europe) a procédé à une nouvelle réorganisation du commandement. L'un des résultats de cette réorganisation a été la mise en sommeil du 100th RSG, de ses escadrons subordonnés et du 100th CG. À la place, l'USAFE a activé le 603d Regional Support Group en tant que groupe indépendant relevant directement de la Third Air Force. Cela a à son tour forcé le changement de désignation du 630th CS en 603rd Communications Squadron
À la fin de 1995, l'USAFE clarifie les rôles et les missions des forces aériennes numérotées. Cela aboutit à un changement qui a conduit au rassemblement de trois unités situées au Royaume-Uni et d’une unité située en Norvège sous le commandement du 100th ARW. La Third Air Force a émis un ordre, à compter du 24 mai 1996, affectant tout le personnel officiellement rattaché au 603th RSG et ses subordonnés au 100th ARW aux fins de contrôle administratif. Pour la RAF Croughton, cela a entraîné la mise en sommeil du 603th CS et l’activation du 422nd Air Base Squadron (422nd ABS) le 1er août 1996.
En novembre 2013, le député britannique Tom Watson, ancien ministre de la Défense, aurait déclaré qu'il "existait un besoin urgent de" contrôle public "des activités de la RAF Croughton. L'US Air Force est une plaque tournante majeure pour l'armée américaine pour les écoutes clandestines ". Il aurait été au centre de la surveillance à l'origine de l'écoute du téléphone portable de la chancelière allemande Angela Merkel.
Dans son article de juillet 2015, le National Review (un journal américain) fait référence à: 'Le Joint Intelligence Analysis Center  (JIAC), un «centre de fusion du renseignement» approuvé par le Congrès pour la construction de la base aérienne britannique RAF Croughton. L’installation réunirait des analystes du renseignement du commandement européen (EUCOM), de l’AFRICOM et de l’OTAN, tous réunis sous un même toit; ce qui favoriserait une collaboration des commandants militaires jugée essentielle pour faire face à l’agression russe et au fondamentalisme islamique en Afrique ».

## Présence actuelle
La RAF Croughton héberge le 422e Air Base Group, dont la fonction est de fournir un soutien à l'installation, des services (incluant la protection de la force) et des communications mondiales dans tout le spectre des opérations.
Le 12 mai 2005, le 422 ABG est devenu une unité de la 501st Combat Support Wing (501 CSW) lorsque le 501 CSW a remplacé le 38 CSW. Cette modification a été apportée pour aligner fonctionnellement toutes les principales unités géographiquement séparées (GSU) en Angleterre. Cela a créé le 422 ABG responsable du 422nd Air Base Squadron, du 422nd Communications Squadron, du 422nd Civil Engineering Squadron et du 422nd Security Forces Squadron.

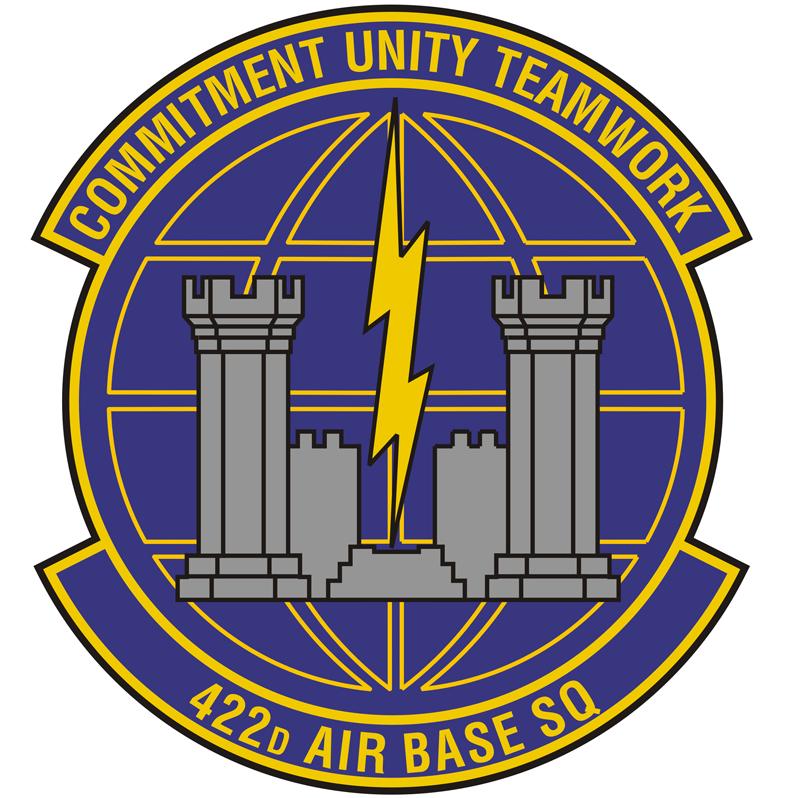
Patch du 422nd Air Base Squadron
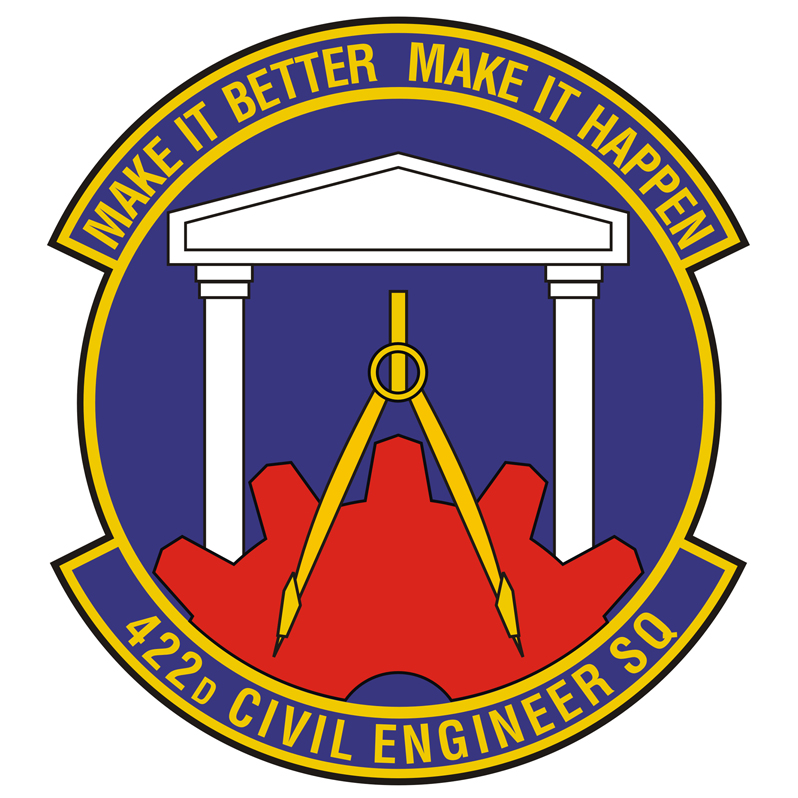
Patch du 422nd Civil Engineer Squadron
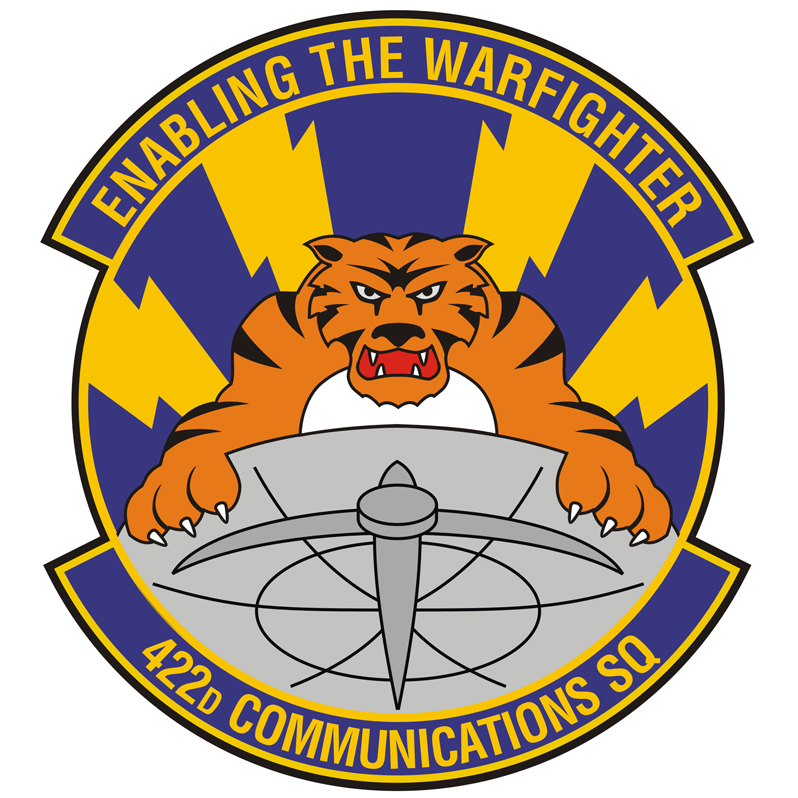
Patch du 422nd Communications Squadron
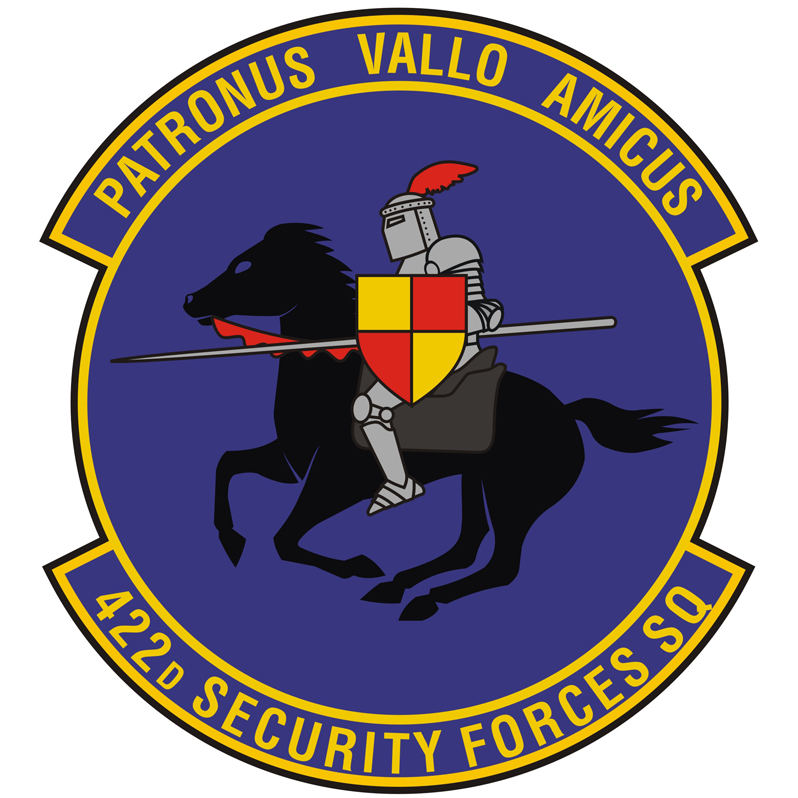
Patch du 422nd Security Forces Squadron